# كارلوس مارتينز (لاعب كرة قدم)
كارلوس مارتينز (بالبرتغالية: Carlos Martins‏) (و. 1982  م) هو لاعب كرة القدم، من البرتغال، ولد في قلمرية، شارك في الألعاب الأولمبية الصيفية 2004، يلعب كلاعب وسط.

## مسيرته الكروية
لعب كارلوس مارتينز خلال مسيرته الاحترافية مع 9 أندية في ثمانية عشر موسمًا وسجل خلالها 31 هدفًا ضمن 322 مباراة. حيث فاز في موسم واحد بالكأس وفي موسم واحد بالدوري.
خاض كارلوس مارتينز مسيرته مع نادي سبورتينغ لشبونة في موسم 2000–01 في المرة الأولى ولمدة موسمين ثم في موسم 2003–04 ليلعب معه أربعة مواسم، مشاركًا طوالها في 76 مباراة سجل خلالها 9 أهداف. ثم انتقل إلى كامبومايورنسي ‏ في موسم 2001–02 لمدة موسم واحد، حيث شارك في 26 مباراة سجل خلالها هدفًا واحدًا. لينتقل بعدها إلى نادي أكاديميكا كويمبرا في موسم 2002–03 لمدة موسم واحد، مشاركًا في 9 مباريات ولم يسجل أي هدف. ثم انتقل إلى نادي ريكرياتيفو في موسم 2007–08 لمدة موسم واحد، مشاركًا في 32 مباراة سجل خلالها 6 أهداف. هذا وانتقل لاحقًا إلى نادي بنفيكا في موسم 2008–09 في المرة الأولى واستمر معه طيلة ثلاثة مواسم ثم في موسم 2012–13 لمدة موسم واحد، مشاركًا طوالها في 79 مباراة سجل خلالها 6 أهداف أيضًا. ثم انتقل بعدها إلى نادي غرناطة في موسم 2011–12 لمدة موسم واحد، مشاركًا في 29 مباراة سجل خلالها 3 أهداف. ليعود وينتقل من جديد، لكن هذه المرة إلى S.L. Benfica B ‏ في موسم 2013–14 لمدة موسم واحد، مشاركًا في 9 مباريات ولم يسجل أي هدف. لينتقل بعدها إلى نادي بيلينينسش في موسم 2014–15 ولمدة موسمين، مشاركًا في 38 مباراة سجل خلالها 4 أهداف.

## روابط خارجية
- كارلوس مارتينز على موقع الاتحاد الدولي (مؤرشف)  (الإنجليزية)
- كارلوس مارتينز على موقع الاتحاد الأوربي (الإنجليزية)
- كارلوس مارتينز على موقع قاعدة بيانات كرة القدم.إي يو (الإنجليزية)
- كارلوس مارتينز على موقع ناشيونال فوتبول تيمز (الإنجليزية)
- كارلوس مارتينز على موقع Soccerway.com (الإنجليزية)
- كارلوس مارتينز على موقع عالم كرة القدم.نت (الإنجليزية)
- كارلوس مارتينز على موقع أوليمبيديا (الإنجليزية)
- كارلوس مارتينز على موقع AS.com (الإسبانية)